# Nero d’Avola
Nero d’Avola (italienisch, „Schwarzer aus Avola“) ist ein Synonym der roten Rebsorte Calabrese, wahrscheinlich sizilianischer Herkunft, die in Süditalien verbreitet ist und von Einheimischen auch „Principe Siciliano“ (sizilianischer Fürst) genannt wird. Nero d’Avola gilt aktuell als die bedeutendste Rebsorte Siziliens und steht dort auf 18.000 Hektar Rebfläche (2013). Sie ist eine der traditionellen Rebsorten Siziliens und auch unter dem Namen „Calabrese“ bekannt, der Kalabrien als den vermuteten Ursprung der Rebsorte angibt, obwohl sie dort wenig angebaut wird. Die Vorläufer der Rebe sind eher in Griechenland zu suchen.
Der Nero d’Avola wird oft im Verschnitt mit Frappato, seltener auch mit den Sorten Nerello Mascalese und Perricone verwendet. In letzter Zeit fließen in Verschnitte auch die international bekannten Rebsorten Cabernet Sauvignon, Merlot und Syrah ein. Seit den 1990er-Jahren wird er zunehmend auch sortenrein, oft bei reduzierten Erträgen, eingesetzt. Der Wein ist meist tiefdunkel (daher der Namensbestandteil „Schwarzer“) und konzentriert, ohne dass ihm die notwendige Säure fehlt.

## Synonyme
Es sind 26 Synonyme bekannt: Alba de Calabria, Calabrese Cappuciu Nero, Calabrese d’Avola, Calabrese de Calabria, Calabrese di Noto, Calabrese di Vittoria, Calabrese Dolce, Calabrese Nero, Calabrese Pittatello, Calabrese Pizuto, Calabrese Pizzutello, Calabrese Pizzutello con la Foglia Rotonda, Calabrese Pizzuto, Calabreser Weiss, Calabria, Calabriai Fekete, Calabrisi d’Avola, Calavrese d’Avola, Fekete Calabriai, Kalabriai Fekete, Malpe, Nero d’Avola, Niureddu Calavrisi, Raisin de Calabre Noir, Strugeri de Calabria, Uva de Calabria.